# サンガ・ムバエレ州
サンガ・ムバエレ州（フランス語: Sangha-Mbaéré、サンゴ語: Sangä-Mbaere）は、中央アフリカ共和国の州。国土の南西端に位置し、南をコンゴ共和国と、西をカメルーンと接する。中央アフリカに2つある経済州のひとつである。州都はノラ。人口は約14万人（2021年推計）。州名は州内を流れるサンガ川に由来する。

## 歴史
1974年頃にオート・サンガ州（現在のマンベレ・カデイ州）の14,150平方キロメートルとロバイエ州の5,250平方キロメートルが合併し成立した。当時はサンガ経済州であったが、1982年頃に現在の州名へ改称した。

## 隣接州
- マンベレ・カデイ州
- マンベレ州
- ロバイエ州
- リクアラ県
- サンガ県
- 東部州 (カメルーン)

## 下位行政区画

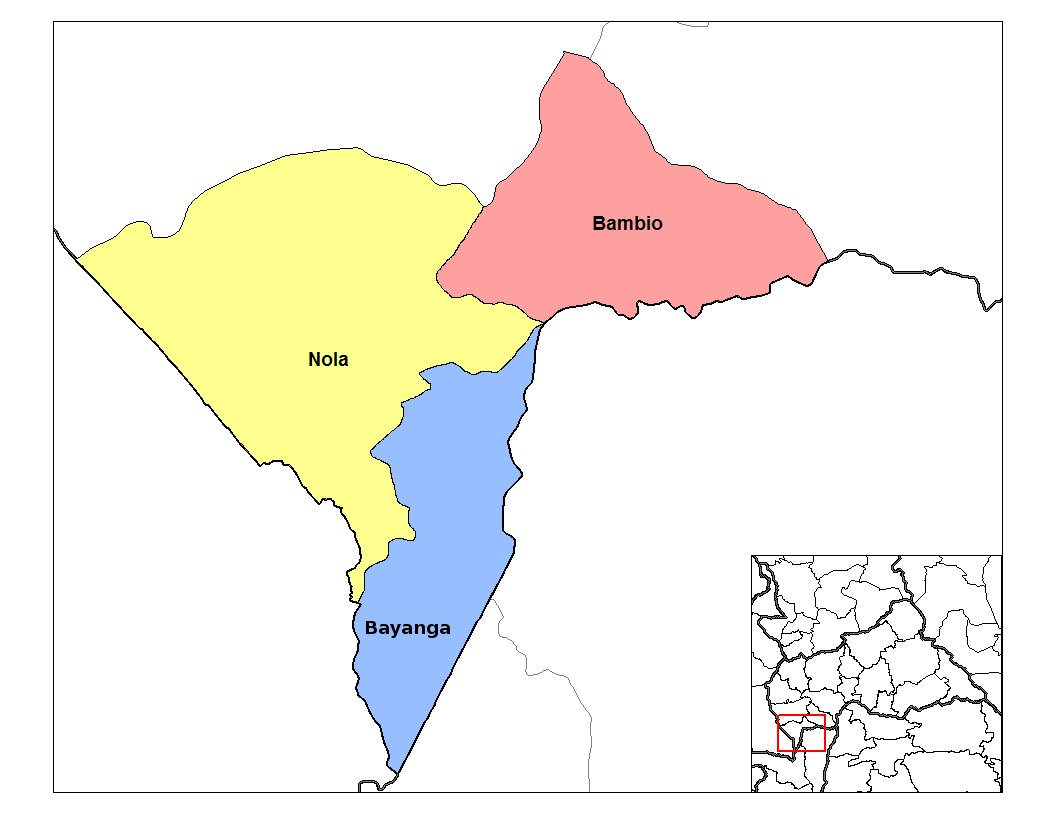
サンガ・ムバエレ州の郡

3郡に分けられる。
- バンビオ
- バヤンガ（フランス語版）
- ノラ